# Caniba
Pour plus de détails, voir Fiche technique et Distribution.
Caiba est un film documentaire français réalisé par Véréna Paravel et Lucien Castaing-Taylor, sorti en 2018.

## Synopsis
Le documentaire retrace la vie de Issei Sagawa, le tueur cannibale qui a dévoré vivante une de ses camarades étudiantes le 13 juin 1981 à Paris où les deux réalisateurs sont partis à sa rencontre. Il vit reclus avec son frère Jun, qui s'occupera de lui jusqu'à sa mort en 2022.

## Fiche technique
- Titre : Caniba
- Réalisation : Véréna Paravel et Lucien Castaing-Taylor
- Scénario, photographie et montage :Véréna Paravel et Lucien Castaing-Taylor
- Son : Lucien Castaing-Taylor, Véréna Paravel et Nao Nakazawa
- Montage son / Mixage : Bruno Ehlinger
- Production : Norte Productions
- Pays de production :  France
- Durée : 90 minutes
- Date de sortie : France - 22 août 2018
- Interdit aux moins de 18 ans[2]

## Distribution
- Issei Sagawa et son frère Jun

## Récompense
- Prix spécial du jury Orizzonti à la Mostra de Venise 2017[3]